# Mydaus marchei
Mydaus marchei (Смердюий скунс палаванський) — вид ссавців родини Скунсових.

## Поширення, поведінка
Цей вид є ендеміком для групи острова Палаван, розташованого між Борнео і Філіппінами. Вид знаходиться в рівнинних лісах, первинних і вторинних, порушених місцях існування, в тому числі суміші пасовищ і другого росту лісів. Цей вид також можна знайти в міських районах.